# Masvingo
Masvingo, tot 1982 Fort Victoria genoemd, is een stad in Zimbabwe en is de hoofdplaats van de provincie Masvingo.

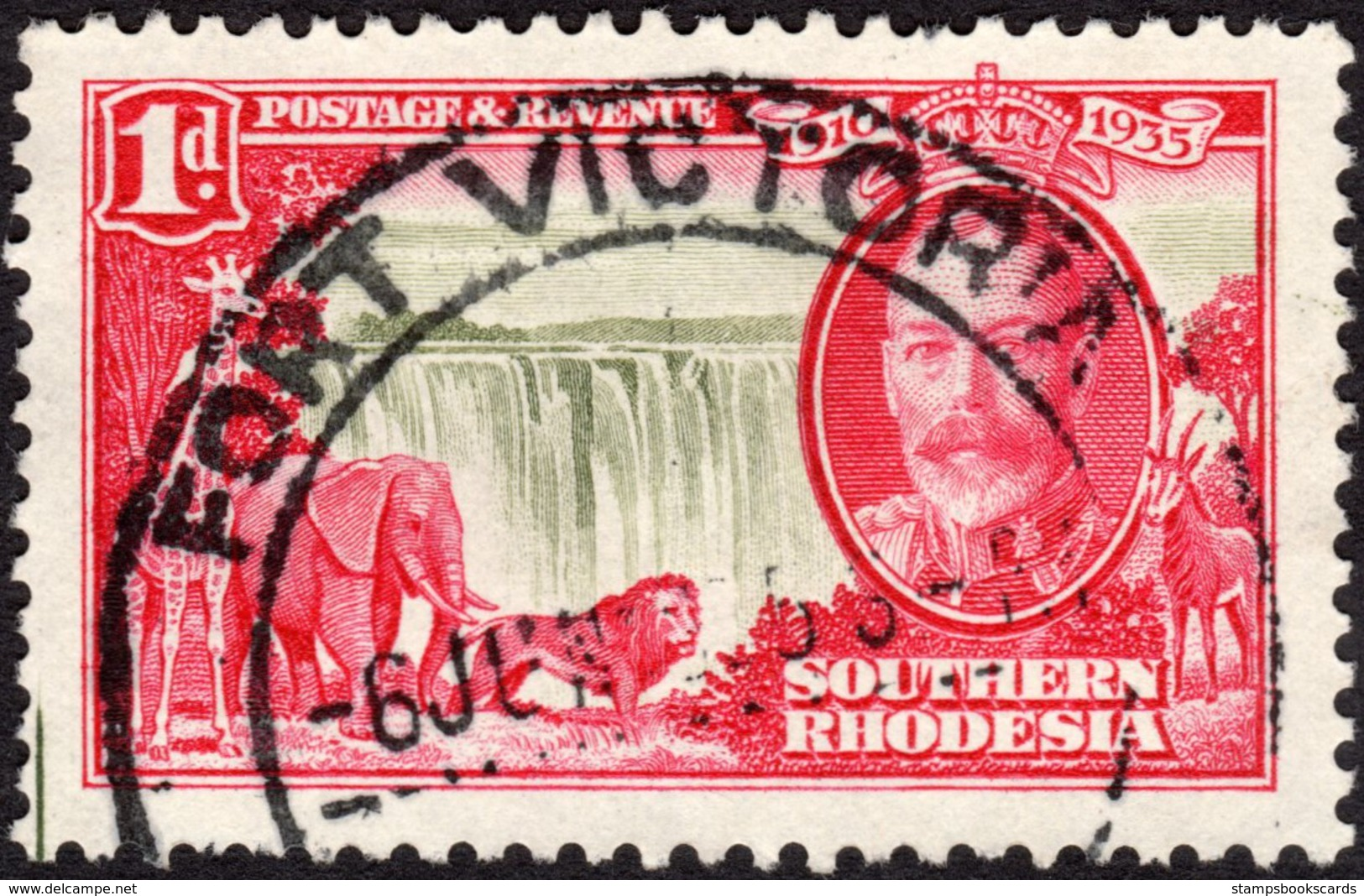
Postzegel van koloniaal Southern Rhodesia, gebruikt in Fort Victoria.

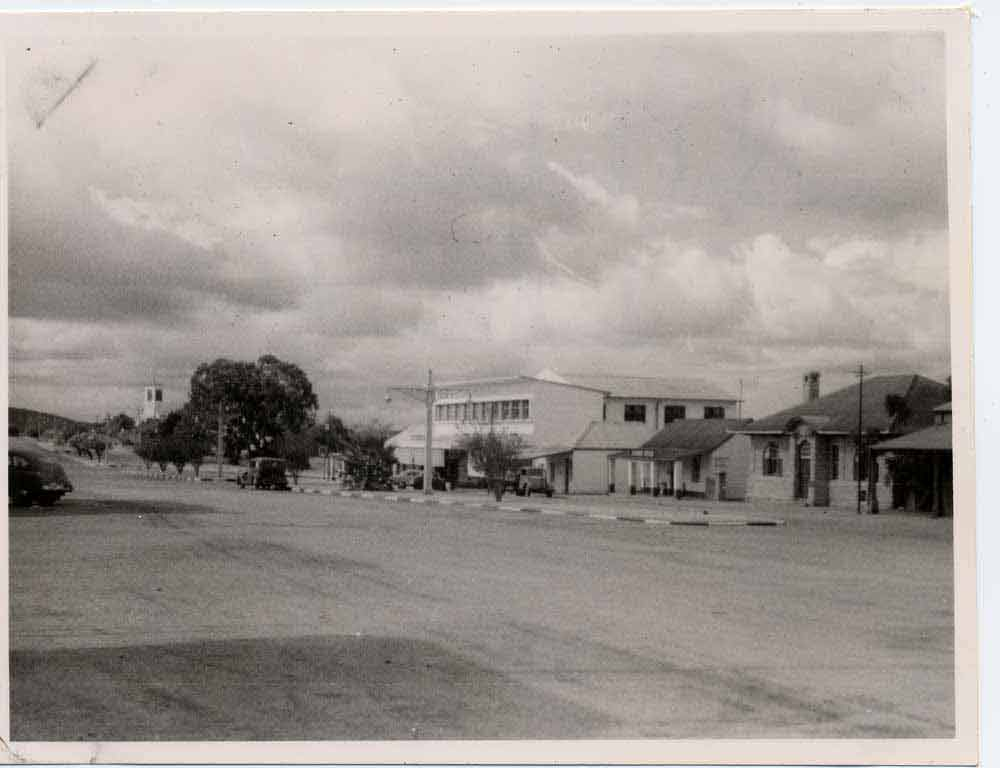
Fort Victoria in 1952.

De stad ligt dicht bij Groot Zimbabwe, het nationaal monument waarnaar het land is genoemd. Masvingo is niet ver van het Lake Mutirikwi, met zijn recreatiegebied, de Kyle dam en het Kyle National Reserve waar veel diersoorten te vinden zijn. Masvingo ligt 290 km ten zuiden van de hoofdstad Harare.

## Geschiedenis
Tot 1982 heette de plaats Fort Victoria, waarna de naam tijdelijk werd veranderd in Nyanda, tevens de naam van een berg 10 kilometer naar het zuiden aan de weg naar Beitbridge. Masvingo duidt meer op de geschiedenis van de stad omdat het in het Shona "fort" betekent en het nabijgelegen Groot Zimbabwe ook wel "Masvingo eZimbabwe" of "Masvingo eVitori" wordt genoemd (het fort bij Fort Victoria). Masvingo is de oudste koloniale nederzetting in Zimbabwe, en groeide rond een kampement van de British South Africa Company "Pioneer Column". Dat waren de eerste kolonisten die in 1890 hierlangs trokken op weg naar wat Salisbury (nu Harare) zou worden. Het oude fort (een nationaal monument) staat in het centrum van de stad en werd opgericht in 1891 als een van een serie forten bedoeld om de weg van Salisbury naar het zuiden te beveiligen.

## Bevolking
Het aantal inwoners bedroeg in 1970 ongeveer 15.000 wat in 1992 was toegenomen tot 51.743. In 2013 werd een inwonertal van 72.500 bereikt. Het grootste deel van de bevolking behoort tot de Shona. De dichtstbevolkte wijken zijn Mucheke, de oudste township, en Rujeko. Rhodene is een ruime wijk in het noordelijk deel van het centrum, en de meest welvarende.

## Onderwijs
In de stad staan enkele instellingen voor hoger onderwijs: Masvingo Polytechnic, Great Zimbabwe University, Bondolfi Teachers College, Morgenster Teachers College en Masvingo Teachers College. Bondolfi (rooms-katholiek) en Morgenster (protestants) zijn privéscholen. Voorts is er de Reformed Church University, 25 km ten zuiden van Masvingo, die wordt geleid door de Reformed Church of Zimbabwe. Scholen voor voortgezet onderwijs: Victoria High School, een van de meest prestigieuze in het hele land; Kyle College, Masvingo Christian High School, Ndarama High School en Mucheke High School. Ook zijn er enkele privéscholen voor voortgezet onderwijs, gewoonlijk "colleges" genoemd. De missiescholen Zimuto high school en Gokomere High School staan enkele kilometers buiten de stad.

## Geografie
Het landschap in het zuiden van Zimbabwe is tamelijk vlak, met verspreid afgeronde granieten heuvels of kopjes. Msasabomen domineren het savannelandschap, met hier en daar een Afrikaanse baobab. Aan de zuidkant van het stadscentrum ligt een bescheiden heuvelrug. De riviertjes Mucheke en Shagashe stromen dicht langs het centrum en vormen er de begrenzing van. De Robert Mugabe-weg, een van de hoofdstraten, wordt omzoomd door pijnbomen. Er staan enkele van de oudste gebouwen in Zimbabwe zoals het Victoria Hotel en ertegenover het Hooggerechtshof van Zimbabwe. De klokkentoren is een historisch gebouw en was deel van het fort dat in 1892 werd opgericht door de British South African Company om kolonisten te beschermen.
De belangrijkste waterbron voor de stad is het Lake Mutirikwi. Dit meer levert ook water voor riparische boeren en suikerrietplantages in de Triangle- en Hippovallei. De watercapaciteit van het meer, dat in 1960 gereed was, bedraagt 1378 miljoen m³.

##### Klimaat
Masvingo ligt in een gebied met een savanneklimaat, de jaarlijkse neerslag bedraagt gemiddeld 615 mm. In de zomermaanden december t/m februari valt meer dan 100 mm per maand, van juni t/m augustus valt slechts 3–7 mm per maand. De maximumtemperatuur overdag is het hoogst in oktober met 29,5 °C; daarna wordt het wat minder warm door de regenbuien. De minst warme maanden zijn juni en juli met maxima van 22 °C. Het aantal zon-uren is met bijna 3000 per jaar aan de hoge kant. De verschillen tussen de maanden zijn niet groot, van 207 uur in februari tot 285 uur in augustus.

## Economie

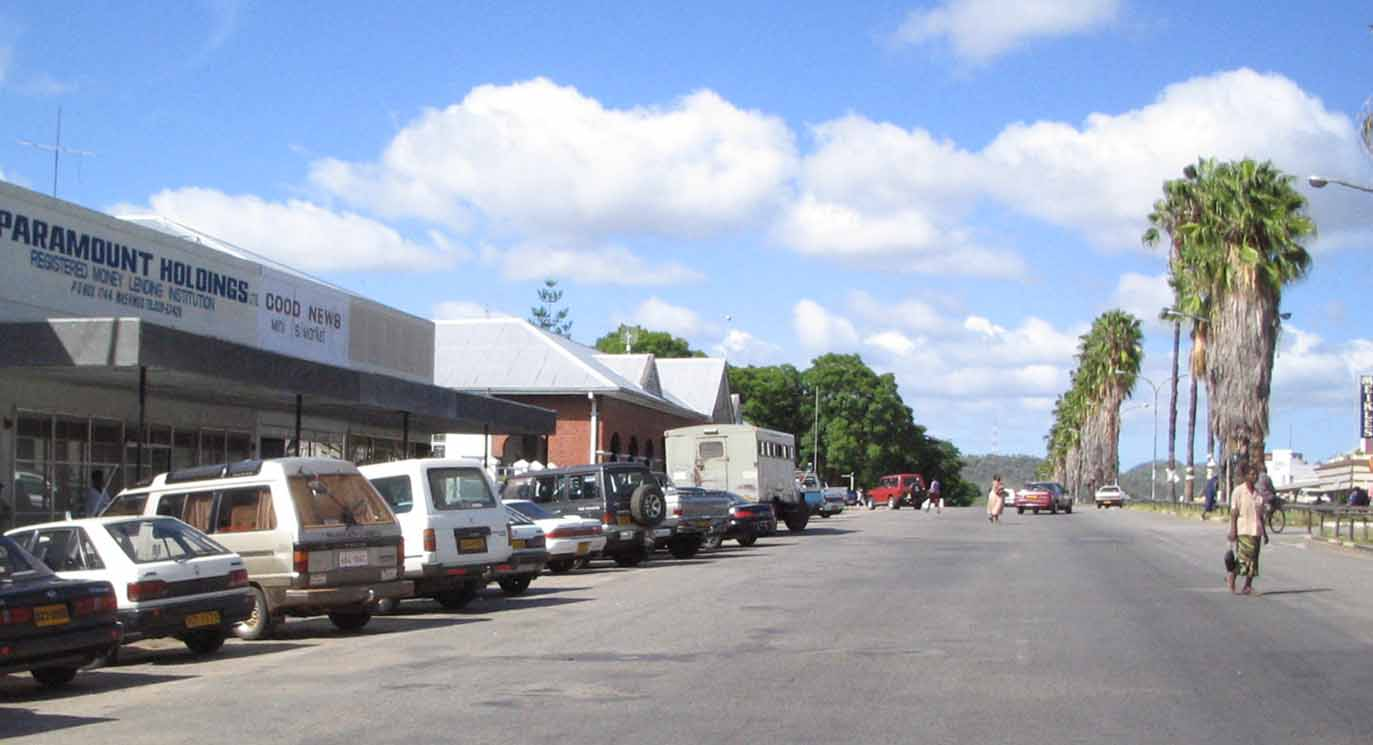
Masvingo in 2005

In de omgeving van de stad kwamen grote veebedrijven voor, maar het Land Reform Programme heeft daar deels een eind aan gemaakt. Kleinschalige boeren zijn tegenwoordig de belangrijkste leveranciers van agrarische producten. In de stad zelf is wegens het ontbreken van voldoende werkgelegenheid, de informele sector voor veel mensen van belang. Ze trachten geld te verdienen als reparateur, straatverkoper en dergelijke. Masvingo ligt aan de autoweg A-4 van Harare in het noorden naar Breitbridge aan de grens met Zuid-Afrika; en aan de A-9 van Bulawayo in het westen naar Mozambique in het oosten. Er is aansluiting op het spoorwegnetwerk met vrachtvervoer. Ook beschikt Masvingo over een klein vliegveld. Air Zimbabwe onderhoudt een binnenlandse verbinding met Harare en met Buffalo Range.

### Toerisme

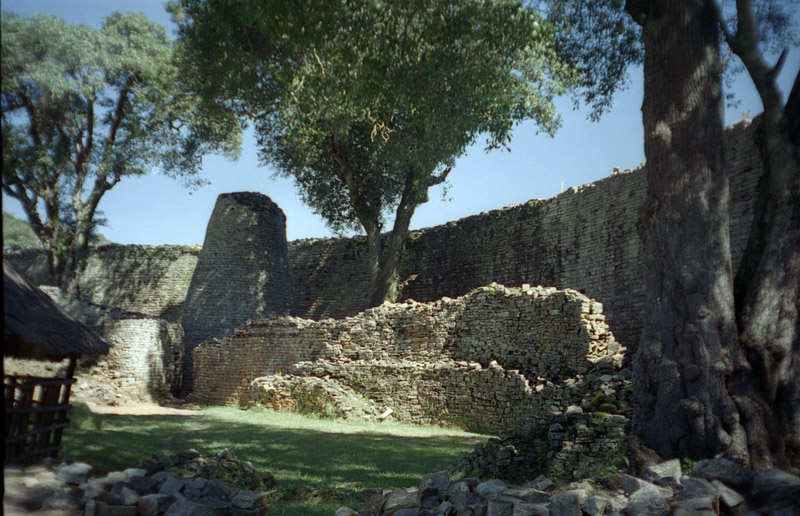
Great Zimbabwe Ruïnes, Masvingo

Enkele bezienswaardigheden liggen binnen 40 km van de stad. Het Nationaal monument Groot Zimbabwe, is een complex ruïnes van een belangrijke stad uit vroeger eeuwen. Het Lake Mutirikwi Recreational Park en het Kyle wildreservaat, het Shagashe wildreservaat en een Italiaanse kerk, gebouwd in de Tweede Wereldoorlog, liggen in de buurt.

## Film en theater
Masvingo is in Zimbabwe bekend om zijn film- en theaterproducties die wedijveren met die van Harare en Bulawayo. In 2015 werden de faciliteiten overgenomen door jonge artiesten onder de naam "Masvingo Theatre and Arts Club". Dit resulteerde in enkele producties die Masvingo op de kaart hebben gezet op het gebied van de kleinkunst. Een toneelstuk geschreven door Charles Munganasa getiteld "Operation Restore Regasi" kwam internationaal in het nieuws, het vertelt het verhaal van Robert Mugabe's machtsverlies. In 2017 won de korte film "Seiko" geregisseerd door Sydney Taivavashe, een prijs op het National Arts Merit Awards van Zimbabwe.